# باشگاه فوتبال لیورپول در فصل ۱۷–۲۰۱۶
باشگاه فوتبال لیورپول در فصل ۱۷–۲۰۱۶ (انگلیسی: 2016–17 Liverpool F.C. season) صد و بیست و پنجمین سال تأسیس باشگاه لیورپول و پنجاه و چهارمین سالی است که این باشگاه به صورت مستمر در سطح اول فوتبال انگلستان بازی می‌کند. این فصل بازهٔ زمانی ماه ژوئیه ۲۰۱۶ تا مه ۲۰۱۷ را در بر می‌گیرد.لیورپول در این فصل در سه جام لیگ برتر ، جام حذفی و جام اتحادیه به رقابت خواهد پرداخت.

## فهرست بازیکنان

### تیم اصلی
|         | لوریس کاریوس      | آلمان    | GK          | ۲۲ ژوئن ۱۹۹۳ ‏(۳۱ سال)   |
| 1       | الکس منینگر       | اتریش    | GK          | ۴ ژوئن ۱۹۷۷ ‏(۴۷ سال)    |
| ۲۲      | سیمون مینیوله     | بلژیک    | GK          | ۶ مارس ۱۹۸۸ ‏(۳۷ سال)    |
| مدافعان |                   |          |             |                         |
| ۲       | ناتانیل کلاین     | انگلستان | CB          | ۵ آوریل ۱۹۹۱ ‏(۳۳ سال)   |
| ۳       | مامادو ساکو       | فرانسه   | CB          | ۱۳ فوریهٔ ۱۹۹۰ ‏(۳۵ سال)  |
| ۶       | دژان لاورن        | کرواسی   | CB          | ۵ ژوئیهٔ ۱۹۸۹ ‏(۳۵ سال)   |
| ۱۲      | جو گومز           | انگلستان | RB/LB/CB    | ۲۳ مهٔ ۱۹۹۷ ‏(۲۷ سال)     |
| ۱۷      | رانگر کلاوان      | استونی   | CB          | ۳۰ اکتبر ۱۹۸۵ ‏(۳۹ سال)  |
| ۱۸      | آلبرتو مورنو      | اسپانیا  | LB          | ۵ ژوئیهٔ ۱۹۹۲ ‏(۳۲ سال)   |
| ۲۶      | تیاگو ایوری       | پرتغال   | CB          | ۲۶ فوریهٔ ۱۹۹۳ ‏(۳۲ سال)  |
| ۳۲      | ژوئل متیپ         | کامرون   | CB          | ۸ اوت ۱۹۹۱ ‏(۳۳ سال)     |
| ۴۴      | برد اسمیت         | استرالیا | RB/LB       | ۹ آوریل ۱۹۹۴ ‏(۳۰ سال)   |
| ۴۷      | آندره ویزدم       | انگلستان | CB          | ۹ مهٔ ۱۹۹۳ ‏(۳۱ سال)      |
| ۵۶      | کانر رندل         | انگلستان | RB          | ۲۱ اکتبر ۱۹۹۵ ‏(۲۹ سال)  |
| هافبک   |                   |          |             |                         |
| ۵       | گئورگینیو وینادوم | هلند     | CM/AM/RW    | ۱۱ نوامبر ۱۹۹۰ ‏(۳۴ سال) |
| ۷       | جیمز میلنر        | انگلستان | CM/AM/RW    | ۴ ژانویهٔ ۱۹۸۶ ‏(۳۹ سال)  |
| ۱۰      | فیلیپه کوتینیو    | برزیل    | LW/RW       | ۱۲ ژوئن ۱۹۹۲ ‏(۳۲ سال)   |
| ۱۴      | جردن هندرسون      | انگلستان | CM          | ۱۷ ژوئن ۱۹۹۰ ‏(۳۴ سال)   |
| ۱۶      | مارکو گروجیچ      | صربستان  | CM          | ۱۳ آوریل ۱۹۹۶ ‏(۲۸ سال)  |
| ۱۹      | سادیو مانه        | سنگال    | FW/RW       | ۱۰ آوریل ۱۹۹۲ ‏(۳۲ سال)  |
| ۲۰      | آدام لالانا       | انگلستان | AM/LW/RW    | ۱۰ مهٔ ۱۹۸۸ ‏(۳۶ سال)     |
| ۲۱      | لوکاس لیوا        | برزیل    | DM/CM       | ۹ ژانویهٔ ۱۹۸۷ ‏(۳۸ سال)  |
| ۲۳      | امره جان          | آلمان    | CM/DM/CB    | ۱۲ ژانویهٔ ۱۹۹۴ ‏(۳۱ سال) |
| ۲۵      | کامرون براناگان   | انگلستان | CM          | ۹ مهٔ ۱۹۹۶ ‏(۲۸ سال)      |
| ۳۵      | کوین استوارت      | انگلستان | DM          | ۷ سپتامبر ۱۹۹۳ ‏(۳۱ سال) |
| ۵۰      | لازار مارکوویچ    | صربستان  | LW/RW       | ۲ مارس ۱۹۹۴ ‏(۳۱ سال)    |
| ۵۴      | شی اوجو           | انگلستان | AM/CM/LW/RW | ۱۹ ژوئن ۱۹۹۷ ‏(۲۷ سال)   |
| ۶۸      | پدرو چیری‌ولا      | اسپانیا  | CM/DM       | ۲۷ مهٔ ۱۹۹۷ ‏(۲۷ سال)     |
| مهاجم   |                   |          |             |                         |
| ۱۱      | روبرتو فیرمینیو   | برزیل    | AM/FW       | ۲ اکتبر ۱۹۹۱ ‏(۳۳ سال)   |
| ۱۵      | دنیل استاریج      | انگلستان | FW/RW       | ۱ سپتامبر ۱۹۸۹ ‏(۳۵ سال) |
| ۲۷      | دیووک اوریگی      | بلژیک    | FW/LW/RW    | ۱۸ آوریل ۱۹۹۵ ‏(۲۹ سال)  |
| ۲۸      | دنی اینگز         | انگلستان | FW          | ۲۳ ژوئیهٔ ۱۹۹۲ ‏(۳۲ سال)  |
| ۴۵      | ماریو بالوتلی     | ایتالیا  | FW          | ۱۲ اوت ۱۹۹۰ ‏(۳۴ سال)    |
|         | تایوو آوونینی     | نیجریه   | ST          | ۱۲ اوت ۱۹۹۷ ‏(۲۷ سال)    |

### تمدید قرارداد
| ش  | پست      | بازیکن   | تاریخ        | منیع  |
| -- | -------- | -------- | ------------ | ----- |
| ۵۲ | دروازبان | دنی وارد | ۱۱ ژوئیه۲۰۱۶ | [ ۲ ] |

## نقل انتقالات

### پیوستگان
| تاریخ ورود    | پست       | شماره.                   | بازیکن             | از باشگاه       | مبلغ        | منبع.       |
| ------------- | --------- | ------------------------ | ------------------ | --------------- | ----------- | ----------- |
| ۱ ژوئیه ۲۰۱۶  | مدافع     | ۳۲                       | ژوئل متیپ          | شالکه           | آزاد        | [ ۳ ]       |
| ۱ زوئیه ۲۰۱۶  | دروازه‌بان | style="text-align:cente۱ | لوریس کاریوس       | ماینتس          | £۴٬۷۰۰٬۰۰۰  | [ ۴ ]       |
| ۱ ژوئیه ۲۰۱۶  | مهاجم     | ۱۹                       | سادیو مانه         | ساوت‌همپتون      | £۳۴٬۰۰۰٬۰۰۰ | [ ۵ ]       |
| ۲۰ ژوئیه ۲۰۱۶ | مدافع     | ۱۷                       | راگنار کلاوان      | آگسبورگ         | £۴٬۲۰۰٬۰۰۰  | [ ۶ ]       |
| ۲۲ ژوئیه ۲۰۱۶ | دروازه‌بان | ۱۳                       | الکس منینگر        | آگسبورگ         | آزاد        | [ ۷ ]       |
| ۲۲ ژوئیه ۲۰۱۶ | هافبک     | ۵                        | جورجینیو واینالدوم | نیوکاسل یونایتد | £۲۳٬۰۰۰٬۰۰۰ | [ ۸ ]       |
| مجموع         | مجموع     | مجموع                    | مجموع              | مجموع           | £۶۱٬۹۰۰٬۰۰۰ | £۶۱٬۹۰۰٬۰۰۰ |

### گسستگان
| تاریخ خروج    | پست   | شماره | بازیکن              | به باشگاه     | مبلغ        | منبع.       |
| ------------- | ----- | ----- | ------------------- | ------------- | ----------- | ----------- |
| ۱ ژوئیه ۲۰۱۶  | مدافع | ۴۶    | جردن روسیتر         | گلاسکو رنجرز  | £۲۵۰٬۰۰۰    | [ ۹ ]       |
| ۱ ژوئیه ۲۰۱۶  | مدافع | ۳     | خوزه انریکه         | -             | بازیکن آزاد | [ ۱۰ ]      |
| ۱ ژوئیه ۲۰۱۶  | مدافع | ۴     | کولو توره           | -             | بازیکن آزاد | [ ۱۰ ]      |
| ۱ ژوئیه ۲۰۱۶  | مهاجم | ۳۶    | صمد یشیل            | -             | بازیکن آزاد | [ ۱۰ ]      |
| ۱ ژوئیه ۲۰۱۶  | هافبک | ۵۳    | ژوائو کارلوس تیشیرا | پورتو         | £۲۵۰٬۰۰۰    | [ ۱۱ ]      |
| ۱ ژوئیه ۲۰۱۶  | مهاجم | ۴۸    | جروم سینکلر         | واتفورد       | £۴٬۰۰۰٬۰۰۰  | [ ۱۲ ]      |
| ۱۳ ژوئیه ۲۰۱۶ | هافبک | ۶۴    | سرجی کانوس          | نوریچ سیتی    | £۲٬۵۰۰٬۰۰۰  | [ ۱۳ ]      |
| ۱۴ زوئیه ۲۰۱۶ | مدافع | ۳۷    | مارتین اشکرتل       | فنرباغچه      | £۵٬۰۰۰٬۰۰۰  | [ ۱۴ ]      |
| ۱۴ ژوئیه ۲۰۱۶ | هافبک | ۳۳    | جردن آیب            | بورنموث       | £۱۵٬۰۰۰٬۰۰۰ | [ ۱۵ ]      |
| ۲۵ ژوئیه ۲۰۱۶ | مدافع | ۲۴    | جو آلن              | استوک سیتی    | £۱۳٬۰۰۰٬۰۰۰ | [ ۱۶ ]      |
| ۲۷ ژوئیه ۲۰۱۶ | هافبک | ۴۴    | برد اسمیت           | بورنموث       | £۶٬۰۰۰٬۰۰۰  | [ ۱۷ ]      |
| ۲۰ اوت ۲۰۱۶   | مهاجم | ۹     | کریستین بنتکه       | کریستال پالاس | £۲۷٬۰۰۰٬۰۰۰ | [ ۱۸ ]      |
| مجموع         | مجموع | مجموع | مجموع               | مجموع         | £۷۳٬۰۰۰٬۰۰۰ | £۷۳٬۰۰۰٬۰۰۰ |

### بازیکنان قرضی
| تاریخ آغاز    | تاریخ پایان  | پست       | شماره | بازیکن       | به باشگاه      | مبلغ | ممنبع. |
| ------------- | ------------ | --------- | ----- | ------------ | -------------- | ---- | ------ |
| ۱۰ ژوئیه ۲۰۱۶ | تا پایان فصل | دروازه‌بان | ۳۹    | ریان فولتون  | چسترفیلد       | -    | [ ۱۹ ] |
| ۱۱ ژوئیه ۲۰۱۶ | تا پایان فصل | دروازه‌بان | ۵۲    | دنی وارد     | هادرزفیلد تاون | -    | [ ۲۰ ] |
| ۲۰ ژوئیه ۲۰۱۶ | تا پایان فصل | دروازه‌بان | ۳۴    | آدام بوگدان  | ویگان          | -    | [ ۲۱ ] |
| ۲۶ ژوئیه ۲۰۱۶ | تا پایان فصل | هافبک     | ۴۰    | ریان کنت     | بارنزلی        | -    | [ ۲۲ ] |
| ۵ اوت ۲۰۱۶    | تا پایان فصل | مدافع     | ۳۸    | جان فلاناگان | برنلی          | -    | [ ۲۳ ] |
| ۵ اوت ۲۰۱۶    | تا پایان فصل | مهاجم     |       | الن          | هرتا برلین     | -    | [ ۲۴ ] |

## هزینه نقل و انتقالات
| تابستان: £ ۶۱٬۹۰۰٬۰۰۰ زمستان: £ مجموع: £ ۶۱٬۹۰۰٬۰۰۰ | تابستان: £ ۷۸٬۰۰۰٬۰۰۰ زمستان: £ مجموع: £ ۷۸٬۰۰۰٬۰۰۰ | تابستان: £ ۱۶٬۱۰۰٬۰۰۰ زمستان: £ مجموع: £ ۱۶٬۱۰۰٬۰۰۰ |

## بازی‌های دوستانه

### بازی‌های پیش فصل
| ۸ ژوئیه ۲۰۱۶ دوستانه | ترانمر راورز | ۰–۱ | لیورپول       | برکن‌هد, انگلستان                      |
| ۱۹:۰۰ BST            |              |     | ۷۸' دنی اینگز | ورزشگاه: پرنتون پارک تماشاگران: ۵٬۲۵۴ |

| ۱۳ ژوئیه۲۰۱۶ دوستانه | فلیتوود تاون | ۰–۵ | لیورپول                                                                    | فلیتوود, انگلستان                         |
| ۱۹:۰۰ BST            |              |     | ۱۸' مارکو گروجیچ · ۵۲' وودبرن · ۶۹' لوکاس لیوا · ۷۰' (۹۰+۱) روبرتو فیرمینو | ورزشگاه: ورزشگاه هایبری تماشاگران: ۱۳٬۰۰۰ |

| ۱۷ ژوئیه۲۰۱۶ دوستانه | ویگان اتلتیک | ۰–۲ | لیورپول                      | ویگان, انگلستان                    |
| ۱۶:۰۰ BST            |              |     | ۷۱' دنی اینگز · وود بورن ۷۴' | ورزشگاه: دی‌دبلیو تماشاگران: ۱۸٬۰۰۰ |

| ۲۰ ژوئیه ۲۰۱۶ دوستانه | هادرزفیلد تاون | ۰–۲ | لیورپول                                    | هادرزفیلد, انگلستان                   |
| ۱۹:۴۵ BST             |                |     | ۳۲' مارکو گروکیچ · ۹۰' پنالتی آلبرتو مورنو | ورزشگاه: جانز اسمیت تماشاگران: 21,266 |

| ۱ اوت ۲۰۱۶ دوستانه | لیورپول       | ۱–۲ | رم                           | سینت لوئیس, میزری, ایالات متحده |
| ۱۹:۳۰ CDT          | شی اوجو ۴۵+۱' |     | ۳۰' ادین ژکو · ۶۲' محمد صلاح | ورزشگاه: بوش تماشاگران: ۲۸٬۵۷۳  |

| ۷ اوت ۲۰۱۶ دوستانه | ماینتس                                                                         | ۴–۰ | لیورپول | ماینتس, آلمان                         |
| ۱۴:۴۵ BST          | دنیل بروسنسکی ۱۵' پنالتی · جان کوردوبا ۴۵' · یونس مالی ۵۹' · یوشینوری موتو ۷۴' |     |         | ورزشگاه: کوفاس ارنا تماشاگران: ۳۱٬۶۰۰ |

### جام قهرمانان جهان
| ۲۷ ژوئیه ۲۰۱۶ دوستانه | چلسی          | ۱–۰ | لیورپول | پاسادینا, کالیفرنیا, ایالات متحده |
| ۲۰:۰۰ PDT             | تیم کیهیل ۱۰' |     |         | ورزشگاه: رز بول تماشاگران: ۵۳٬۱۱۷ |

| ۳۰ ژوئیه ۲۰۱۶ دوستانه | لیورپول                               | ۲–۰ | میلان | سانتا کلارا, کالیفرنیا, ایالات متحده |
| ۱۹:۰۰ PDT             | دیووک اوریگی ۵۹' · روبرتو فیرمینو ۷۳' |     |       | ورزشگاه: لیوایز تماشاگران: ۳۰٬۷۵۸    |

| ۶ اوت ۲۰۱۶ دوستانه | لیورپول                                                                         | ۴–۰ | بارسلونا | لندن, انگلستان                                         |
| ۱۲:۰۰ EDT          | سادیو مانه ۱۵' · خاویر ماسچرانو ۴۷' گ.خ · دیووک اوریگی ۴۸' · مارکو گروجیچ ۹۰+۳' |     |          | ورزشگاه: ومبلی تماشاگران: ۸۹٬۸۴۵ داور: مارتین اتکینسون |

## مسابقات

### روند هفته به هفته در لیگ برتر
| بازی  | ۱ | ۲ | ۳  | ۴ | ۵ | ۶ | ۷ | ۸ | ۹ | ۱۰ | ۱۱ | ۱۲ | ۱۳ | ۱۴ | ۱۵ | ۱۶ | ۱۷ | ۱۸ | ۱۹ | ۲۰ | ۲۱ | ۲۲ | ۲۳ | ۲۴ | ۲۵ | ۲۶ | ۲۷ | ۲۸ | ۲۹ | ۳۰ | ۳۱ | ۳۲ | ۳۳ | ۳۴ | ۳۵ | ۳۶ | ۳۷ | ۳۸ |
| ----- | - | - | -- | - | - | - | - | - | - | -- | -- | -- | -- | -- | -- | -- | -- | -- | -- | -- | -- | -- | -- | -- | -- | -- | -- | -- | -- | -- | -- | -- | -- | -- | -- | -- | -- | -- |
| زمین  | م | م | م  | خ | م | خ | م | خ |   |    |    |    |    |    |    |    |    |    |    |    |    |    |    |    |    |    |    |    |    |    |    |    |    |    |    |    |    |    |
| نتیجه | پ | ش | ت  | پ |   |   |   |   |   |    |    |    |    |    |    |    |    |    |    |    |    |    |    |    |    |    |    |    |    |    |    |    |    |    |    |    |    |    |
| وضعیت | ۲ | ۹ | ۱۰ | ۶ |   |   |   |   |   |    |    |    |    |    |    |    |    |    |    |    |    |    |    |    |    |    |    |    |    |    |    |    |    |    |    |    |    |    |

آخرین بروزرسانی: ۱۴سپتامبر ۲۰۱۶.
منبع: Statto.com

زمین: م = مهمان، خ = خانه. نتیجه: ت = تساوی، ش = شکست، پ = پیروزی.

### لیگ برتر
برد
      مساوی
      باخت
| ۱۳ اوت ۲۰۱۶ ۱ | آرسنال                                                                              | ۳–۴          | لیورپول | لندن                                                 |
| BST           | تئو والکات ۳۱' · فرنسیس کوکلین '۳۷ · الکس آیوبی '۵۸ · چمبرلین ۶۴' · گرانیت ژاکا ۸۶' | بی‌بی‌سی ورزشی | '۲۶ ۴۹' آدام لالانا · '۲۹ آلبرتو مورنو · '۴۱ دیان لوورن · ۴۵+۲' (۵۶) فیلیپه کوتینیو · '۵۹ راگنر کلاوان · ۶۳'سادیو مانه | ورزشگاه: امارات تماشاگران: ۶۰٬۰۳۳ داور: مایکل اولیور |

| ۲۰ اوت ۲۰۱۶ ۲ | برنلی                      | ۲–۰          | لیورپول          | برنلی                                              |
| BST           | سم ووکز ۲' · آندره گری ۳۷' | بی‌بی‌سی ورزشی | '۶۵ جردن هندرسون | ورزشگاه: تارف مور تماشاگران: ۲۱٬۳۱۳ داور: لی میسون |

| ۲۷ اوت ۲۰۱۶ ۳ | تاتنهام                                        | ۱–۱ | لیورپول | لندن                                                     |
| BST           | دنی رز '۲۹ ۷۲' · یان فرتونگن '۵۵ · دله الی '۷۱ |     | '۳۲ سادیو مانه · ۴۳'پ جیمز میلنر · '۴۵+۱فیلیپه کوتینیو · '۶۳ دیان لوورن · '۶۵ جردن هندرسون · '۹۵+۵جوئل متیپ | ورزشگاه: وایت هارت لن تماشاگران: ۳۱٬۲۱۱ داور: رابرت مدلی |

| ۱۰ سپتامبر ۲۰۱۶ ۴ | لیورپول                                                                       | ۴–۱ | لسترسیتی                                                          | لیورپول                                            |
| ۱۷:۳۰ BST         | روبرتو فیرمینو ۱۳' (۸۹) · سادیو مانه ۳۱' · جردن هندرسون '۴۴ · آدام لالانا ۵۶' |     | '۲۸دنیل آمارتی · ۳۶' جیمی واردی · '۵۶ دنی درینکواتر · '۸۲ دنی هوت | ورزشگاه: آنفیلد تماشاگران: ۵۳٬۰۷۵ داور: کریگ پاوسن |

| ۲۰ سپتامبر ۲۰۱۶ ۵ | چلسی | v | لیورپول | لندن                  |
| ۲۰:۰۰ BST         |      |   |         | ورزشگاه: استمفوردبریج |

| ۲۴ سپتامبر ۲۰۱۶ ۶ | لیورپول | v | هال سیتی | لیورپول         |
| ۱۵:۰۰ BST         |         |   |          | ورزشگاه: آنفیلد |

| ۱ اکتبر ۲۰۱۶ ۷ | سوانزی | v | لیورپول | سوانزی، ولز     |
| ۱۲:۳۰ BST      |        |   |         | ورزشگاه: لیبرتی |

| ۱۷ اکتبر ۲۰۱۶ ۸ | لیورپول | v | منچستر یونایتد | لیورپول         |
| ۲۰:۰۰ BST       |         |   |                | ورزشگاه: آنفیلد |

### جام حذفی
برد
      مساوی
      باخت
| ژانویه ۲۰۱۷ دور سوم |  | v |  |  |

### جام اتحادیه
برد
      مساوی
      باخت
| ۲۳ اوت ۲۰۱۶ دور دوم | بارتون آلبیون                   | ۰–۵ | لیورپول                                                                          | بارتون اِپان ترنت                                  |
| ۱۹:۴۵ BST           | حمزه چوذری '۵۷ لی ویلیامسون '۶۱ |     | ۱۵'دیووک اوریگی · ۲۲' روبرتو فیرمینو · ۶۱' گ.خ تام نیلور · ۷۸' (۸۳) دنیل استاریج | ورزشگاه: پیرلی تماشاگران: ۶٬۴۵۰ داور: سایمون هوپر |

| ۲۱ سپتامبر ۲۰۱۶ دور سوم |  | v |  |  |
| --:-- BST               |  |   |  |  |